# Rottweiler (film)
Rottweiler è un film del 2004 diretto da Brian Yuzna.

## Trama
La storia, a metà tra sogno e realtà, vede un detenuto in un carcere del futuro evadere per raggiungere la sua fidanzata. Un grosso cane rottweiler cyborg si metterà sulle sue tracce uccidendo chiunque intralci il suo cammino.